# 褐黄色风毛菊
褐黄色风毛菊（学名：Saussurea ochrochlaena）为菊科风毛菊属的植物，是中国的特有植物。分布在中国大陆的西藏、云南等地，生长于海拔4,200米至4,900米的地区，多生长于山坡灌丛草地以及草甸，目前尚未由人工引种栽培。